# Jordan Spieth
Jordan Spieth (Dallas, Texas; 27 de julio de 1993) es un deportista y golfista estadounidense.
Compite en el PGA Tour desde 2013, donde ha logrado 12 victorias, destacándose el Masters de Augusta de 2015, el Abierto de los Estados Unidos de 2015, el Tour Championship de 2015 y el Abierto Británico de 2017. El 17 de agosto de 2015 obtuvo el primer puesto en la clasificación mundial, donde ha estado ubicado en cuatro períodos por un total de 26 semanas.

## Ámbito amateur
A nivel juvenil, Spieth ganó el Abierto de los Estados Unidos Amateur de 2009 y 2011, fue segundo en el Campeonato de la PGA Juvenil de 2008 y 2009, y anotó dos puntos y medio para la selección de Estados Unidos en la Copa Walker 2011.
Con 16 años de edad, el golfista fue invitado a disputar el Campeonato Byron Nelson 2010, donde acabó 16.º. En 2011 fue invitado nuevamente al torneo y volvió a superar el corte.
Spieth jugó en la universidad para los Texas Longhorns en 2012. En su primer año fue nombrado Jugador del Año de la Big 12, All American de la NCAA y finalista del premio Ben Hogan. Además disputó el Abierto de los Estados Unidos, donde acabó 21.º como mejor amateur.

## Ámbito profesional
A finales de 2012, Spieth decidió convertirse en profesional. Dada su trayectoria, el golfista fue invitado a numerosos torneos del PGA Tour. Fue segundo en el Abierto de Puerto Rico, séptimo en el Campeonato de Tampa Bay y noveno en el Heritage. En julio ganó en Quad Cities, siendo el cuarto golfista más joven en obtener un torneo del PGA Tour con 19 años y 11 meses. Por ello, obtuvo la tarjeta para disputar la temporada completa.
Luego fue segundo en el Campeonato de Wyndham, cuarto en el Campeonato Deutsche Bank y segundo en el Tour Championship. Así, se ubicó décimo en la lista de ganancias del PGA Tour 2013 y séptimo en la Copa FedEx. Luego disputó la Copa de Presidentes con la selección de Estados Unidos, donde ganó dos de cuatro duelos.
En la temporada 2014, el texano resultó segundo en el Masters de Augusta, y el Torneo de Campeones y cuarto en el Players Championship, a la vez que alcanzó cuartos de final en el WGC Match Play. Por tanto, se colocó 11.º en la lista de ganancias. Además, anotó 2,5 puntos en la Copa Ryder, logró su segundo triunfo profesional en el Abierto de Australia, y acabó tercero en el Phoenix de Japón.
Al inicio del PGA Tour 2015, Spieth triunfó en el World Challenge y el Campeonato de Tampa Bay, fue segundo en el Abierto de Texas y el Abierto de Houston, y cuarto en el Abierto de Los Ángeles. Luego se convirtió en el segundo golfista más joven en triunfar en el Masters de Augusta. Allí logró un marcador de -18 golpes, empatando el récord del torneo con Tiger Woods, y un récord absoluto de birdies con 28.
También en 2015, el texano ganó el Abierto de los Estados Unidos, siendo el cuarto golfista más joven con múltiples títulos en torneos mayores. En tanto, fue segundo en el Campeonato de la PGA y el Colonial Invitational, tercero en el Memorial Tournament, y cuarto en el Open Championship. Finalizó la temporada con un triunfo en el Tour Championship que le significó conquistar la Copa FedEx.
En 2017 ganó su primer Abierto Británico.

## Trayectoria en los grandes
| Tournament                | 2012    | 2013 | 2014 | 2015 | 2016 | 2017 | 2018 | 2019 | 2020 | 2021 |
| ------------------------- | ------- | ---- | ---- | ---- | ---- | ---- | ---- | ---- | ---- | ---- |
| Masters de Augusta        | DNP     | DNP  | T2   | 1    | T2   | T11  | 3    | T21  | T43  | T3   |
| U. S. Open                | T21(LA) | CUT  | T17  | 1    | T37  | T35  | CUT  | T65  | CUT  | T19  |
| Abierto Británico de Golf | DNP     | T44  | T36  | T4   | T30  | 1    | T9   | T20  | ND   | 2    |
| Campeonato de la PGA      | DNP     | CUT  | CUT  | 2    | T13  | T28  | T12  | T3   | T71  | T30  |

LA = Mejor Amateur

CUT = No pasó el corte

"T" = Empatado

DNP = No jugó

ND = No disputado

Fondo verde indica victoria. Fondo amarillo, puesto entre los diez primeros (top ten).